# Rhodospatha herrerae
Rhodospatha herrerae — вид квіткових рослин із родини кліщинцевих (Araceae), роду Rhaphidophora. Це ліана, рідним ареалом якої є Колумбія.